# Мацюра, Сергей Григорьевич
Серге́й Григо́рьевич Мацю́ра (рум. Serghei Mațiura; род. 13 декабря 1963) — советский и российский футболист, защитник, российский футбольный судья.

## Карьера

### Игровая
Профессиональную карьеру начинал в 1991 году в «Амуре» из города Комсомольск-на-Амуре. После распада СССР отыграл за «Амур» ещё два сезона. В 1994 году переехал в Молдавию, где выступал за команды Высшей лиги «Нистру» из города Отачь и «Олимпия».

### Судейская
В качестве главного арбитра дебютировал на профессиональном уровне 14 мая 1999 года в матче Второго дивизиона «Луч» (Владивосток) — «Заря» (Ленинск-Кузнецкий) (3:1). С 2000 года судил матчи Первого дивизиона, где в течение карьеры провёл 86 матчей. 
В Премьер-лиге отсудил три игры в сезоне 2007: «Динамо» (Москва) — «Амкар» (0:0), «Локомотив» (Москва) — «Спартак-Нальчик» (3:1), «Ростов» — «Динамо» (Москва) (0:0).
Всего за карьеру провёл 181 матч как главный судья, 21 матч — как лайнсмен.

## Достижения
- Бронзовый призёр чемпионата Молдавии: 1994/95
- Финалист Кубка Молдавии: 1993/94

## Личная жизнь
Старший брат — Александр (род. 1954), футболист и тренер, возглавлял сборную Молдавии. Племянник — Андрей Александрович (род. 1981) также стал футболистом, провёл за сборную Молдавии 3 игры.